# Louis Secco
Louis John Secco (Trail, 18 januari 1927 - 27 oktober 2008) was een Canadees ijshockeyer. 
Secco was met zijn ploeg de Edmonton Mercurys de Canadese vertegenwoordiging tijdens de Olympische Winterspelen 1952 in Oslo, Secco speelde mee in alle acht de wedstrijden en maakte twee doelpunten. Purvis won met zijn ploeggenoten de gouden medaille.
Secco begon als vijftienjarige te werken in de mijnbouw en ging een loopbaan van 42 jaar met pensioen.